# Léo Baptistão
Léo Carrilho Baptistão, född 26 augusti 1992 är en brasiliansk fotbollsspelare som spelar för UD Almerìa

## Karriär
Léo Baptistão föddes i Santos. Han började spela fotboll för Portuguesa Santista. Som 16-åring flyttade han till Spanien och Rayo Vallecanos ungdomsakademi. Han blev sedan utlånad till San Fernando. 
Han kom sedan tillbaka till Rayo Vallecano. Då började han spela för klubbens B-lag. Säsongen 2012/2013 kom Baptistãos stora genombrott.
I transferfönstret i januari 2013 var Léo Baptistão ett hett namn. Han ryktades vara på väg till klubbar som Liverpool, Manchester United och Queens Park Rangers, men han valde att stanna kvar i Rayo Vallecano.

### Atlético Madrid
Den 3 juni 2013 skrev Baptistão på ett femårs-kontrakt med Atlético Madrid. Han debuterade för Atlético i en 1–1-match mot FC Barcelona. Han gjorde sedan mål i sin Champions League-debut mot Zenit St. Petersburg i en 3–1-seger.

### Wuhan Zall
Den 31 januari 2019 värvades Baptistão av kinesiska Wuhan Zall.